# Penketh
Penketh is een civil parish in het bestuurlijke gebied Warrington, in het Engelse graafschap Cheshire. De plaats telt 8428 inwoners.